# Machi (Mapuche)

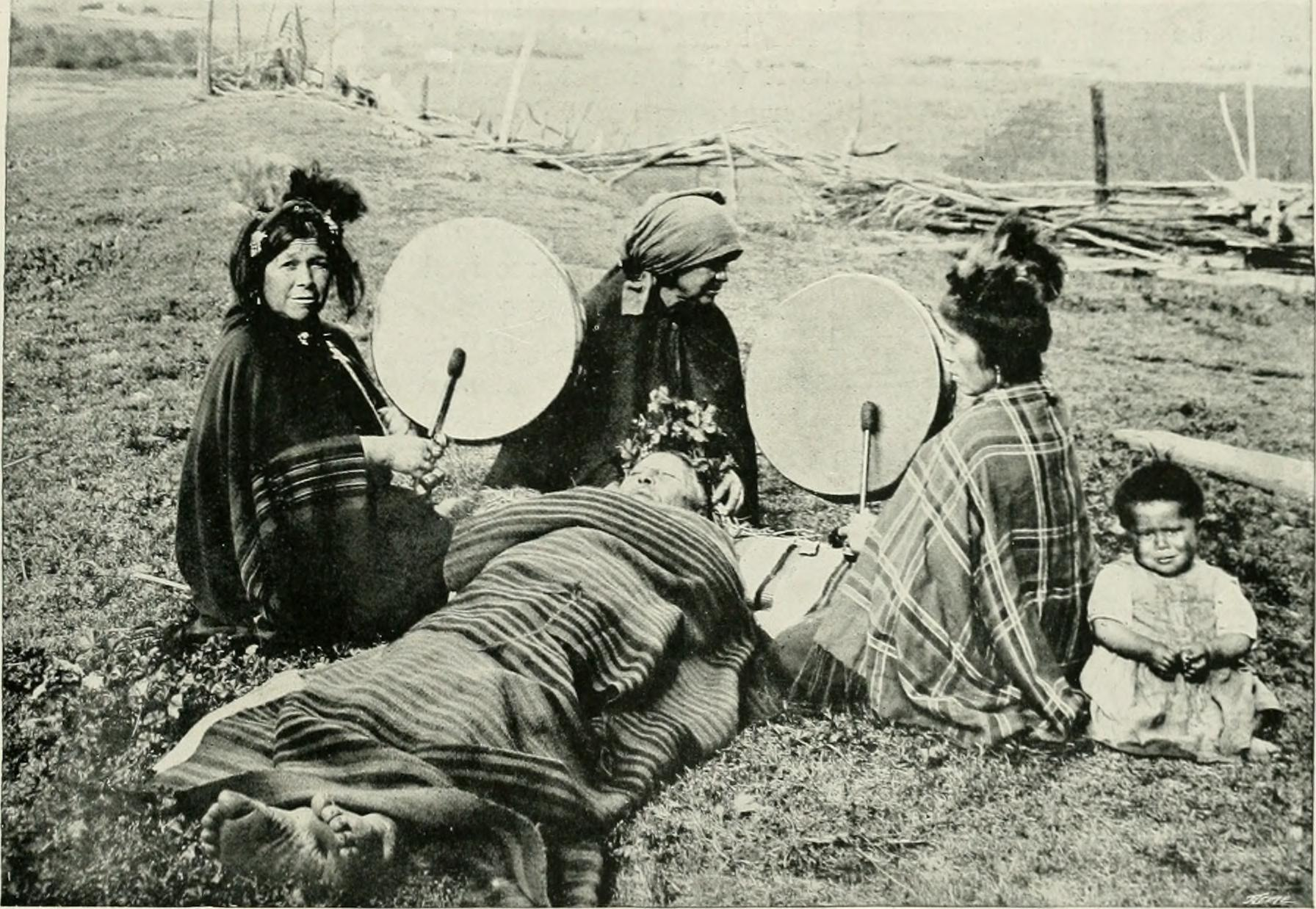
Eine Machi führt an einem Patienten ein Machitun (oder Heilungszeremonie) durch.

Ein Machi ist ein Priesterarzt und Schamane in der Mapuche-Kultur. Seine wesentlichen Aufgaben umfassen die Behandlung von Krankheiten durch natürliche Methoden, einschließlich der Anwendung von Kräuterkunde, die Durchführung heiliger Zeremonien innerhalb seiner Gemeinschaft sowie die Rolle als Vermittler zwischen dem Natürlichen und dem Übernatürlichen.

## Merkmale
Um den Status eines Machi zu erlangen, musste ein Mitglied des Mapuche-Volkes bestimmte Kriterien erfüllen. Dazu zählte, dass die Person Vorfahren hatte, die ebenfalls als Machi fungierten, in der Regel über mehrere Generationen hinweg. Das bedeutet, dass sie in der Regel als Enkel oder Urenkel eines Machi anerkannt werden mussten. Der Hauptweg, um ein Machi zu werden, war, der Erblinie zu folgen. Darüber hinaus waren Vorahnungsvisionen (map. perimontun) erforderlich, in denen sich spirituelle Wesen manifestierten und ihre Berufung bestätigten. Dies wird als zweitrangig für die Ernennung des Machi relevant erachtet. Drittens war auch die Offenbarung in Träumen über die Ernennung des Machi (Pewma) ein Weg zur Formung als solcher. Diejenigen, die diese Offenbarungsträume hatten, konnten Autoritätspersonen innerhalb der Gemeinschaft sein, etwa ein Lonco (Häuptling des Stammes), ein Ngenpin (politischer Führer und Redner) oder ein anderer Machi. Der Prozess zur Erlangung des Machi-Status erstreckt sich über einen Zeitraum von vier Jahren und wird als Machil bezeichnet. Ein wesentlicher Bestandteil war auch das Erlernen der Musikinstrumente, die in Ritualen und Zeremonien zum Einsatz kommen, wobei insbesondere die Schamanentrommel, bekannt als Kultrun, hervorzuheben ist. Nach Abschluss dieser Ausbildungsphase und dem Erwerb des erforderlichen Wissens für die Ausübung seiner Position erfolgt die Weihe zum Machi in einer entsprechenden Zeremonie, die als Machiluwün bekannt ist.
Die Machis konnten sowohl weiblich als auch männlich sein. Unter den männlichen Machis existierte der Typ Weye, der in der Lage war, traditionelle weibliche Kleidung zu tragen, um einen heiligen Geist (Pulli) in der Mapuche-Spiritualität darzustellen. Dieser wurde nicht als Transvestit betrachtet, sondern als Person mit zwei Seelen (Epupillán). Daher sind die Machi Weye in der Lage, ihre Geschlechtsidentität flexibel zwischen den männlichen und weiblichen Identitäten zu gestalten. Der Weye blieb ledig und durfte auf passive Weise („Bottom“ bzw. „der Penetrierte“) homosexuellen Geschlechtsverkehr mit anderen jungen ledigen Männern seines Stammes haben, was im gesamten Stamm öffentlich bekannt war und gleichermaßen gesellschaftlich respektiert wurde. Männer, die bei ihm die aktive Sexualrolle („Top“ bzw. „jener, der penetriert“) spielten, mussten ihre Männlichkeit bewahren.

## Fähigkeiten

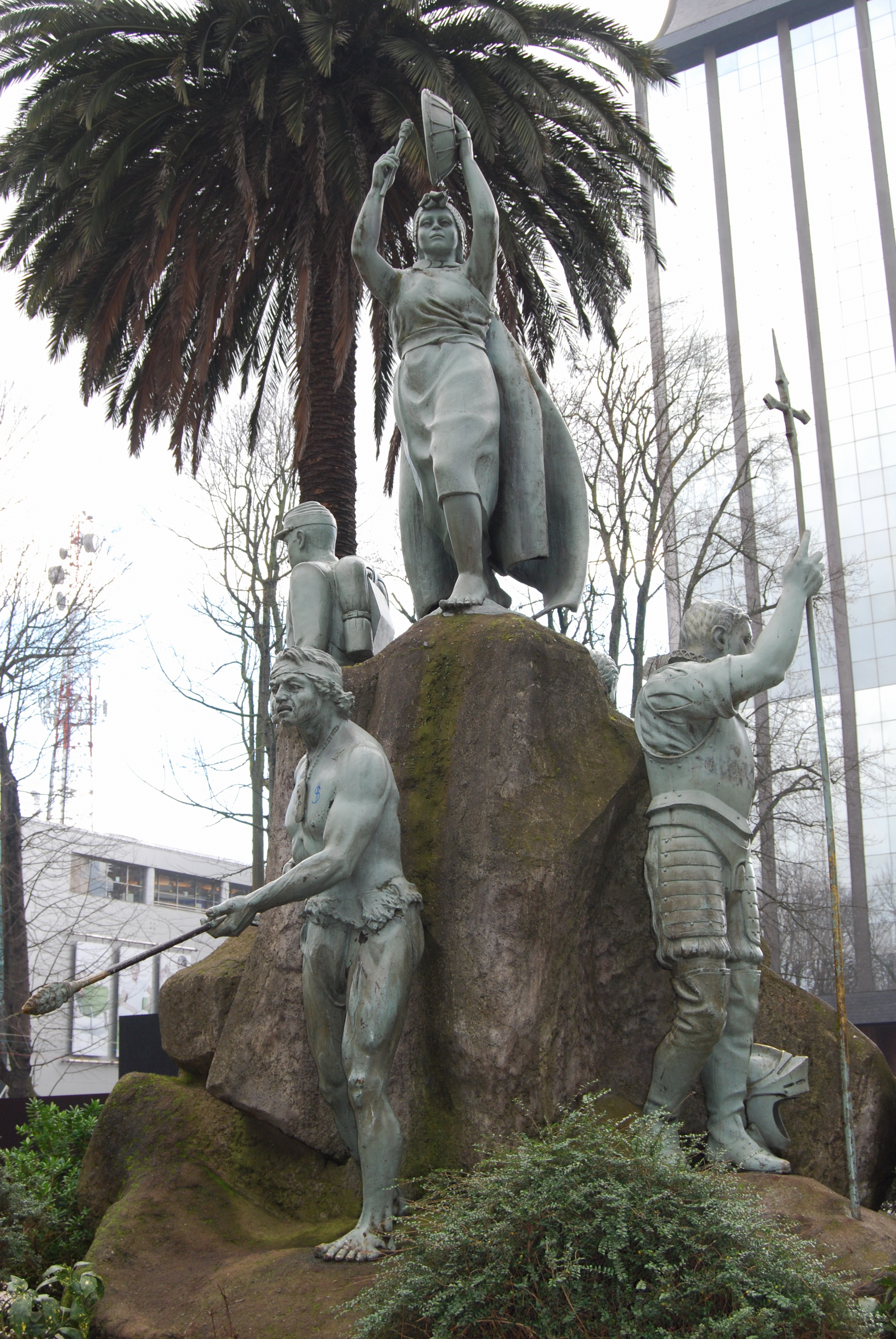
Statue einer weiblichen Machi oben auf dem „Monumento a la Araucanía“ (Denkmal für Araukanien) in Temuco.

Der Machi war derjenige, der einem Machitun vorstand, einer Zeremonie als körperlichem Heilungsritus, der eine Verbindung mit dem Spirituellen verbindet. Er war auch derjenige, der ein kollektives Gebet und Flehen (Nguillatun) anführte, um für das allgemeine Wohlergehen und gegen Übel und Unglück zu bitten, die den Stamm treffen könnten, wie etwa Naturkatastrophen, Hungersnot und ansteckende Krankheiten.
Als Vermittler zwischen der physischen und der geistigen Welt verfügt er über die Fähigkeit, sich mit dem komplexen System von Geistwesen und Gottheiten der traditionellen Mapuche-Spiritualität zu verbinden. Im Laufe der Zeit erlangte der Machi zudem die Kompetenz, negative Kräfte (Calcutun) und Hexen (Calcu) zu erkennen, die schädliche Taten begehen. Früher wurde diese Fähigkeit ausschließlich dem Dungulfe zugeschrieben, was so viel bedeutet wie „derjenige, der mit Geistern spricht“.
Die Machis vermitteln ebenfalls mit spirituellen Wesenheiten durch Visionen und Träume. Diese Erfahrungen können als Vorzeichen interpretiert werden, die vor Unglück warnen oder die betreffende Person, die eine schuldhafte Handlung begangen hat, zur Verantwortung ziehen.